# Socjologia jakościowa
Socjologia jakościowa – określenie sposobu badań i opisu rzeczywistości społecznej stosowane w socjologii.
Socjologia jakościowa jest perspektywą opisu, rozumienia i czasami wyjaśnienia zjawisk społecznych poprzez badania empiryczne i analizę doświadczeń indywidualnych i grupowych, definiowania świata społecznego czy interakcji, przy użyciu metod jakościowych lub analizy danych dowolnego rodzaju (jakościowych lub ilościowych) przy wykorzystaniu jakościowych
metod badania.
Ten typ uprawiania badań socjologicznych nie ogranicza się tylko do użycia jakościowych metod badania (wywiady grupowe, obserwacja uczestnicząca, badania terenowe). Jest to też jakościowy sposób myślenia o ludzkim doświadczeniu, drogą „naukowej, intersubiektywnej empatii”, która pozwala dotrzeć do znaczeń indywidualnych i grupowych oraz do doświadczeń tak zwanego zewnętrznego świata. Efektem badań i analiz jest teoretyczny opis lub konceptualizacja i teoretyczna integracja pojęć.
Jakościowe badanie empiryczne i analiza danych jakościowych dostarcza informacji o rzeczywistości społecznej, badacz nie opiera się tutaj na apriorycznej wiedzy wyniesionej z istniejących teorii socjologicznych. Pojęcia, których używa w analizie danych empirycznych, są dla niego pojęciami uczulającymi, wskazującymi kierunki analizy i „miejsca”, w których określone zjawiska zachodzą. Socjologia jakościowa to w dziedzinie socjologii ogólna orientacja, nie zaś praktyczne zastosowanie tzw. badań jakościowych i metod analizy danych. Uprawiając socjologię jakościową, dąży się do tego, by znaleźć się jak najbliżej badanych. Jeśli celem jest zrozumienie ich perspektyw i definicji sytuacji, to powinno się dotrzeć do miejsc, w których przebywają, wystrzegając się przy tym czynienia jakichkolwiek apriorycznych założeń na temat ludzi i społeczności, jakie przyjdzie nam obserwować. Celem badań empirycznych i analizy danych jakościowych jest dostarczanie informacji na temat rzeczywistości społecznej, dlatego też powinno się unikać w tym względzie czerpania apriorycznej wiedzy z już powstałych teorii socjologicznych. Pojęcia, jakimi posługuje się socjolog w toku analizowania danych jakościowych, to pojęcia uczulające, które wskazują ścieżki analityczne, jakimi możemy podążyć, i „miejsca”, w ramach których zajść mogą określone zjawiska. Często świadomie poszukuje się „ucieleśnionych pojęć” (embodied concepts), tj. takich, które mogą zostać zrozumiane w kontekście naszych własnych doświadczeń. Najnowszy trend w badaniach jakościowych pokazuje, że niezwykle istotne jest zwrócenie uwagi na rolę badacza i jego wpływ na wytwarzanie wiedzy. Jest to zwrócenie uwagi nie tylko na podstawowe założenia, jakie przyjmuje w procesie badania, i ich ujawnienie, ale również na jego proces myślowy, dialog wewnętrzny, który będąc zanurzonym w różnych światach społecznych, czerpie z nich inspiracje do postrzegania rzeczywistości, a także interpretacji danych. Jego samoświadomość w każdym momencie badania i objaśniania danych jest niezwykle istotna dla wiarygodności danych, etycznego badania i społecznego odbioru raportu badawczego.
Jednymi z najbardziej znanych systemów metod jakościowych jest teoria ugruntowana i etnografia socjologiczna.

## Socjologia jakościowa a ilościowa
Badania jakościowe różnią się od ilościowych szeregiem aspektów. Po pierwsze, przypadki poddane badaniu mogą być wybierane niezależnie od tego, czy wykazują typowe cechy, czy też nie. Po drugie pozycja i rola badacza ma o wiele większe znaczenie, niż w badaniach ilościowych. Powodowane jest to tym, iż badaczowi o wiele trudniej zająć neutralne stanowisko z uwagi na specyfikę stosowanych metod i konieczność zbliżenia, niekiedy nawet empatycznego, do przedmiotu jego badań. Po trzecie, analiza jakościowa, przyjmując wiele form, skupia się na języku, znakach i znaczeniach w sposób bardziej holistyczny i kontekstualny w przeciwieństwie do redukcjonistycznego i separatystycznego podejścia metod ilościowych. Mimo to zachowanie dyscypliny badawczej jest tutaj wymagane i obowiązkowe. Tradycyjną różnicą pomiędzy obiema szkołami jest fakt, iż jakościowe metody są stosowane do badań eksploratywnych, podczas gdy ilościowych używa się do sprawdzania poprawności hipotez.

## Historia socjologii jakościowej
Badania jakościowe były jednymi z pierwszych form badań społecznych (przeprowadzanych przez Bronisława Malinowskiego, Floriana Znanieckiego, Józefa Chałasińskiego czy Eltona Mayo), jednak w latach 50. i 60. XX w. popularność metod ilościowych osiągnęła swój szczyt i tym samym zmniejszyła znaczenie tych pierwszych aż do lat 70. Sformułowanie „badania jakościowe” było do tego momentu ograniczone w swoim zastosowaniu do antropologii i socjologii, jednak po ponownym wzroście zainteresowania tą metodą badań zaczęto ją stosować w pracach socjalnych, badaniach praw kobiet, rynku konsumenckiego, badaniach zarządzania, psychologii i wielu innych. W późnych latach 80. i 90. po fali krytycyzmu ze strony badaczy ilościowych opracowano nowe metody jakościowe, które miały uporać się z problemami rzetelności wyników i nieścisłymi sposobami analizy danych. Od lat 80. publikowanie badań jakościowych zyskało na popularności. Utworzyły się nawet czasopisma specjalizujące się w publikowaniu wyłączenie artykułów i badań jakościowych. Jednym z takich pism jest pismo Qualitative Sociology. Socjologia jakościowa rozwija się dzięki opracowywaniu nowych metody badań i analiz danych, takich jak: autoetnografia, analiza dyskursu, uczestnictwo obserwatora, fenomenologia transformacyjna, metody kontemplatywne etc.

## Socjologia jakościowa w Polsce
Do znanych przedstawicieli tego nurtu w polskiej socjologii należą Krzysztof Konecki i Monika Kostera. Jednym z prężniej rozwijających się ośrodków socjologii jakościowej jest łódzka szkoła socjologii jakościowej skupiona wokół pisma Qualitative Sociology Review. Bardzo ważną instytucją skupiającą badaczy jakościowych w Polsce jest Sekcja Socjologii Jakościowej i Symbolicznego Interakcjonizmu PTS (https://web.archive.org/web/20090510025722/http://www.pts.org.pl/pl/jakosc), a w Europie: Research Network 20: Qualitative Methods, European Sociological Association (http://www.europeansociology.org/index.php?option=com_content&task=view&id=38&Itemid=29).